# András Székely (Musikwissenschaftler)

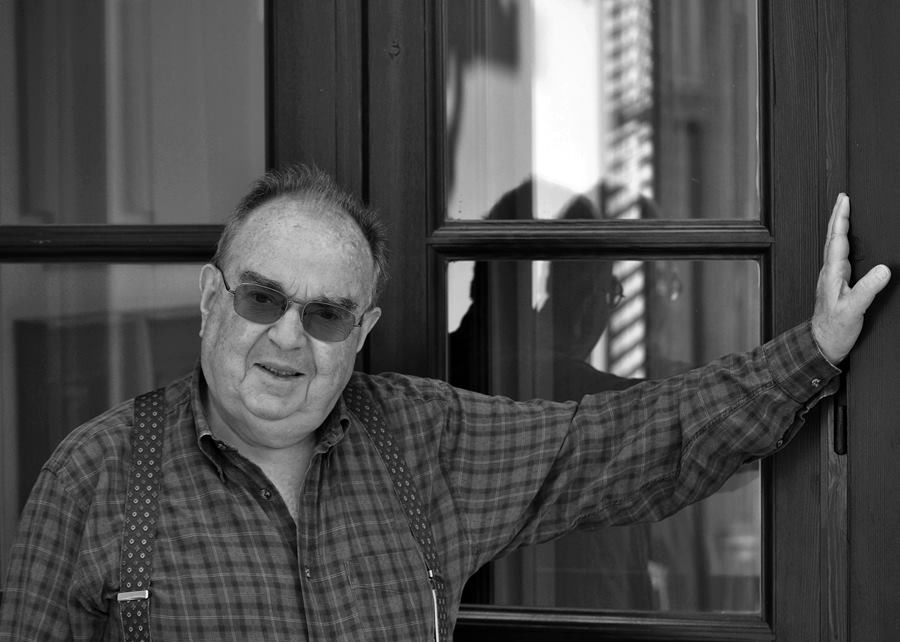
András Székely

András Székely (* 5. August 1929 in Budapest; † 26. Juni 2024) war ein ungarischer Musikwissenschaftler und Musikproduzent.

## Leben
Er studierte ab 1949 an der Franz-Liszt-Musikakademie in Budapest, zunächst Chorleitung und dann bis 1957 Musikwissenschaft. Es folgte ab 1957 eine langjährige Tätigkeit zunächst als Aufnahmeleiter und Redakteur, dann bis 1992 als Produzent der ungarischen Schallplattenunternehmen Hungaroton und Quintana. Er begründete die Reihe Hungaroton Antiqua. Ab 1974 war er auch Mitarbeiter und von 1988 bis 1997 stellvertretender Chefredakteur der ungarischen Musikzeitschrift Muzsika. 1999 übernahm er die Funktion als Chefredakteur der musikwissenschaftlichen Fachzeitschrift Magyar Zene. 
Von 1997 bis 2012 war er Präsident der Internationalen Telemann-Gesellschaft e.V. (Sitz Magdeburg). In seiner beruflichen Tätigkeit bildet das Werk Georg Philipp Telemanns einen besonderen Schwerpunkt, so produzierte er diverse Telemannkompositionen, gab Noteneditionen heraus und übersetzte die Autobiografien Telemanns ins Ungarische. Ab 2001 hatte er bis 2014 auch die Präsidentschaft des von ihm mitbegründeten Internationalen Telemann-Wettbewerbs in Magdeburg inne. Er engagierte sich für die Telemannforschung. Im ungarischen Steinamanger förderte er Kurse für Alte Musik. Darüber hinaus übersetzte er viele musiktheoretische Werke aus dem Deutschen ins Ungarische.

## Ehrungen
2005 zeichnete ihn die Stadt Magdeburg mit dem Georg-Philipp-Telemann-Preis der Landeshauptstadt Magdeburg aus. Anlässlich der Preisverleihung trug er sich auch in das Goldene Buch der Stadt ein. 